# عباس اکرامی
عباس اکرامی‌اقدم با نام اصلی عباس شیرخدا (۱۲۹۴ در تهران – ۱۳۸۰ در لندن) آموزگار، روزنامه‌نگار و مربی فوتبال اهل ایران بود. وی بنیانگذار مکتب شاهین و از شخصیت‌های مهم فوتبال در ایران است و به «پدر باشگاه‌داری نوین ایران» شهرت دارد.
وی در شهریور ۱۳۸۰ به عنوان «استاد ارزشمند فوتبال که عمر خود را در راه پرورش و تربیت نیروهای جوان و بااخلاق سپری نموده‌است» مورد تقدیر کمیته ملی المپیک جمهوری اسلامی ایران قرارگرفت.

## آموزگاری
اکرامی در دهه ۱۳۱۰ در دانشسرای عالی درس خواند و از سال ۱۳۱۸، تدریس در دبیرستان فیروز بهرام و دبیرستان البرز را آغاز کرد.

## مکتب شاهین
شعار شاهین، «اول اخلاق، دوم درس، سوم ورزش» بود. اکرامی به حدی به تحصیلات اهمیت می‌داد که شرط عضویت در باشگاه شاهین را دانشگاه رفتن و درس‌خواندن قرار داده بود.
همایون بهزادی، از شاگردان اکرامی در شاهین نقل می‌کند: «اولین باری که به تمرینات شاهین رفتم، به خاطر رفتن به مدرسه دیر رسیده بودم. فردای آن روز زودتر از مدرسه آمدم، اکرامی در مواجهه با من سیلی محکمی به گوشم نواخت و فریاد زد: چه کسی به تو گفت مدرسه‌ات را رها کنی؟!»

## مسئولیت‌ها
مناصب دولتی مدیرکلی آموزش و پرورش تهران، قائم‌مقامی سازمان جوانان شیر و خورشید و معاونت وزارت آموزش و پرورش (در دوره وزارت مصطفی درخشش) در کارنامه وی دیده می‌شود.
اکرامی همچنین مشاور بنیاد آمریکایی خاور نزدیک و مدتی نیز سردبیر کیهان ورزشی بود.

## درگذشت
عباس اکرامی در تاریخ ۱۶ بهمن ۱۳۸۰ در بیمارستانی در لندن درگذشت. با هماهنگی‌های انجام‌شده، جنازه وی به ایران انتقال یافت و در تاریخ ۲۶ بهمن پس از تشییع از مقابل ورزشگاه شیرودی (امجدیه) در قطعه ۸ بهشت زهرا به خاک سپرده‌شد.